# Chokri Belaïd
Chokri Belaïd (în arabă شكري بلعيد Shukrī Bil‘īd; n. 26 noiembrie 1964, Djebbel Jelloud - d.  6 februarie 2013, El Menzah) a fost un om politic și avocat al drepturilor omului tunisian, și un critic dur la adresa sistemului fostului lider tunisian Zine El Abidine Ben Ali. Asasinarea sa a provocat numeroase manifestații violente, reprezentând un eveniment guvernamental critic după Revoluția din 2011.

## Biografie
Chokri Belaid a studiat dreptul în Irak iar mai târziu a urmat studiile postuniversitare la Universitatea din Paris - VIII, în Franța. În anii '80  a fost foarte activ în Uniunea Generală a Studenților Tunisieni în cadrul căreia a fost ales membru al consiliului exectutiv la al 18lea congres sindical. În 1987 este închis la Rjim Maatoug (Sudul Tunisiei ) sub regimul  președintelui Habib Bourguiba, din cauza activismului său politic în cadrul universității, dar este eliberat după câteva luni când Ben Ali a preluat puterea.
A devenit avocat, apărător al drepturilor omului și inevitabil o figură nouă și proeminentă în lumea politică tunisiană, opozant al guvernului și al influenței islamiste, susținând și în nenumărate rânduri faptul că țara ar trebui să funcționeze după un sistem democratic.
După Revoluția din 2011, a devenit membru al Înaltei Autorități pentru Realizarea Obiectivelor Revoluției și a Reformei Politice și a Tranziției Democratice, cât și al Consiliului de Ordine Națională al Avocaților tunisieni.
Pe data de 12 martie 2011 a înființat cu succes propriul său partid politic, și anume Mișcarea Patrioților Democrați atrăgând un număr surprinzător de susținători.
Poziția sa și ideile sale politice, care se identificau cu panarabismul, au atras de asemenea și numeroși oponenți politici, în general susținătorii partidelor fundamentaliste islamice. 

## Asasinarea
Prin urmare, provocând o tragedie considerabilă la nivel național, a fost împușcat în fața reședinței sale în El Menzah, pe data de 6 februarie 2013. Moartea sa a declanșat o serie de proteste și manifestații în toată țara, iar în semn de protest, birourile partidelor Ennahdha din Sfax, Monastir, Beja, Gafsa și Gabes au fost vandalizate și incendiate, manifestanții cerând înlăturarea guvernului lui Hamadi Jebali cât și a troicii. Fratele lui Belaid a acuzat partidul la putere de la acea vreme, Ennahda, de organizarea acestui asasinat.
Chiar în acea seară, Hamadi Jebali a anunțat dizolvarea guvernului și implicit înlocuirea acestuia de un guvern tehnocrat.
Pe data de 7 februarie, Uniunea Generală Tunisiană a Muncii a declarat grevă națională pentru ziua de 8 februarie pe tot teritoriul Tunisiei.
Pe 26 februarie, Ministerul de Interne a identificat ucigașul și încă patru complici, care aparent făceau parte dintr-o grupare religioasă extremistă. Un an mai târziu, Mohamed Brahmi, o altă personalitate politică opozantă, a fost asasinat în fața propriei case, cu aceeași armă care l-a ucis și pe Belaid. Unul dintre suspecți, Ezzeddine Abdellaoui, un fost ofițer de poliție în vârstă de 38 de ani a fost arestat. În data de 18 decembrie 2014, asasinatul lui Chokri Belaid cât și cel al lui Mohamed Brahmi au fost revendicate de Boubaker Al Hakim, conform unei declarații a unui jihadist franco-tunisian, Abou Mouqatel, sub pretextul că Tunsia nu aplică legea islamică. 

## Consecințe
Ambasadorul Tunisiei în Franța, Adel Fekih și un reprezentant al drepturilor omului, cât și majoritatea partidelor politice, consideră că aceste asasinate reprezintă responsabilitatea Troicii, deoarece au permis violența să fie un mijloc de soluționare a conflictelor.
Pe plan politic, acest eveniment a condus la o situație critică, iar șeful guvernului a decis să formeze un guvern tehnocrat, fără a consulta Adunarea Constitutivă Tunisiană, toate acestea ducând la demisia acestuia cât și a căderii propriului guvern, la 19 februarie.